# 萨赫勒地区纽罗

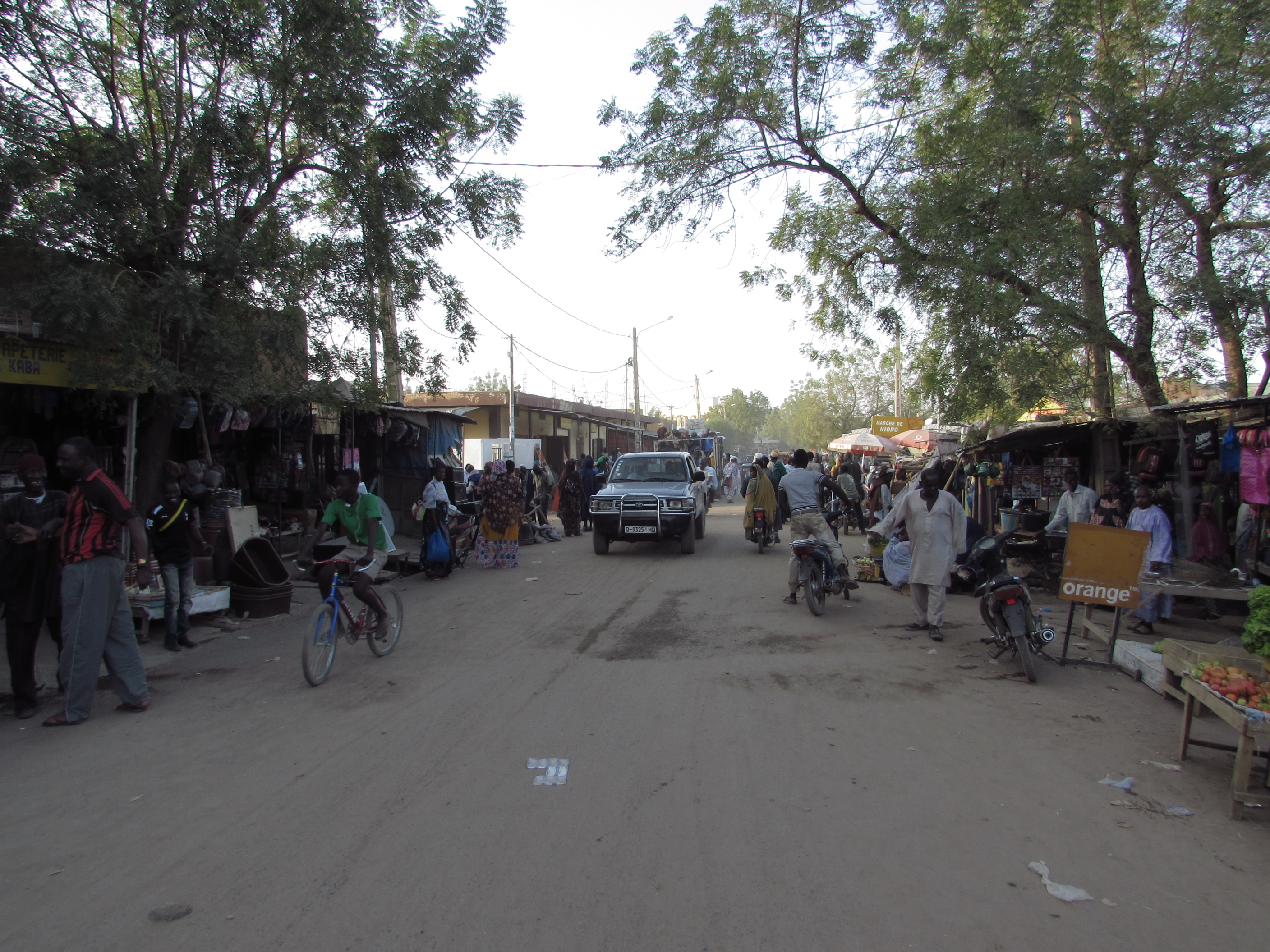
萨赫勒地区纽罗

萨赫勒地区纽罗（法語：Nioro-du-Sahel），是馬里的城鎮，位於該國西部，由卡伊區負責管轄，是尼奧羅省的首府，距離首都巴馬科275英里，海拔高度236米，1998年該鎮人口60,112。
15°11′N 9°33′W / 15.183°N 9.550°W